# Рекесвинт
Рекесвинт је био визиготски краљ у Хиспанији у периоду од 649. до 672. године. Владао је заједно са својим оцем између 649. и 653. Заједно са својим оцем, Хиндасвинтом створио је Књигу закона (шп. Liber Iudiciorum) која се још назива и Рекесвинтов кодекс и који су поштовали и Хиспаноромани и Готи. До тада су се једни и други равнали према два различита законика.

## Историја
Владао је од 649. године заједно са својим оцем, Хиндасвинтом, а затим и самостално између 653. и 672. године. Водио је прилично различиту политику од политике свог оца, која је била блажа према цркви и племству (што је решило проблеме проузроковане репресијом коју је спроводио Хиндасвинт), а оштрија према Јеврејима. Након Фројине побуне, тражио је од бискупа одобрење да помислује старе побуњенике што је било забрањено решењима са ранијих сабора.
Рекесвинт је такође постигао политичко и друштвено уједињење краљевства када је 654. године објавио Књигу закона (лат. Liber Iudiciorum) или Рекесвинтов кодекс, у којем су обједињени закони које су поштовали и који су се примењивали на све поданике краљевства. Према традицији, до тада су се на Визиготе примењивали закони сакупљени 475. године у Еуриковом кодексу (лат. Codex Euricianus), а на Хиспаноромане Римско право, који је 506. године објединио Аларик II у Алариковом бревијаријуму (лат. Breviarium Alaricianum).
Рекесвинт је такође успоставио законе по којима се спречава да се лично богатство краља увећава на рачун државе и народа. На VIII Сабору у Толеду 653. године успостављено је следеће:
- Потреба да се разликују богатства која је краљ наслеђивао од својих родитеља или рођака.
- Потреба да се разликује оно што је краљ добијао захваљујући свом положају. Та богатства су била везана за престо и могла су да пређу само на наследника на престолу, али не и на краљеве личне наследнике.

С друге стране, на том истом сабору, приграбио је имања која су његови претходници задобили илегалним путем и није слушао бискупе који су му предлагали да та имања буду имовина круне, а не краља. Ово је проузроковало много контроверзи, и бискупи, који нису могли много да учине о том питању пред краљевом моћи, своје неслагање су изразили у актима сабора.
Рекесвинт је такође имао и врховну законодавну и извршну власт. Од тада па на даље, монархија се руководила законским нормама и сва политичка питања су се решавала путем закона.
Рекесвинт је умро 672. године у селу Гертикос близу Ваљадолида. На том истом месту проглашен је његов наследник, Вамба, 21. септембра 672. против воље самог Вамбе. Од тада Гертикос је променио име у Вамба које и дан данас носи.
Неки извори тврде да је Рекесвинт такође и сахрањен у истом месту, у саркофагу који се и данас тамо налази. Према наређењу Алфонса X Мудрог, његови посмртни остаци су пребачени у Толедо, у цркву Санта Леокардија.